# Irbisia brachycera
Irbisia brachycera är en insektsart som först beskrevs av Philip Reese Uhler 1872.  Irbisia brachycera ingår i släktet Irbisia och familjen ängsskinnbaggar. Inga underarter finns listade i Catalogue of Life.